# Equipo Olímpico de Atletas Refugiados en los Juegos Olímpicos de Tokio 2020
El Equipo Olímpico de Atletas Refugiados en los Juegos Olímpicos de Tokio 2020 participa en lo Juegos Olímpicos en Tokio 2020, Japón como participantes olímpicos independientes. Su código IOC cambió a su acrónimo francés "EOR" que significa Équipe Olympique des Réfugiés. El número de atletas aumentó al pasar de 10 en la edición de 2016 a 29 para esta edición.

## Participantes
Los atletas fueron elegidos el 8 de junio de 2021.
| Atleta                        | País de origen                  | País de residencia | Deporte       | Evento               |
| ----------------------------- | ------------------------------- | ------------------ | ------------- | -------------------- |
| Alaa Maso                     | Siria                           | Alemania           | Natación      | 50 m libre           |
| Yusra Mardini                 | Siria                           | Alemania           | Natación      | 100 m mariposa       |
| Dorian Keletela               | República del Congo             | Portugal           | Atletismo     | 100 m                |
| Rose Lokonyen                 | Sudán del Sur                   | Kenia              | Atletismo     | 800 m                |
| James Chiengjiek              | Sudán del Sur                   | Kenia              | Atletismo     | 800 m                |
| Anjelina Lohalith             | Sudán del Sur                   | Kenia              | Atletismo     | 1500 m               |
| Paulo Amotun Lokoro           | Sudán del Sur                   | Kenia              | Atletismo     | 1500 m               |
| Jamal Abdelmaji Eisa Mohammed | Sudán                           | Israel             | Atletismo     | 5000 m               |
| Tachlowini Gabriyesos         | Eritrea                         | Israel             | Atletismo     | Maratón              |
| Aram Mahmoud                  | Siria                           | Países Bajos       | Bádminton     | Individual masculino |
| Wessam Salamana               | Siria                           | Alemania           | Boxeo         | -63 kg               |
| Eldric Sella                  | Venezuela                       | Trinidad y Tobago  | Boxeo         | -75 kg               |
| Saeid Fazloula                | Irán                            | Alemania           | Remo          | K-1 1000 m           |
| Masomah Ali Zada              | Afganistán                      | Francia            | Ciclismo      | Contrarreloj         |
| Ahmad Wais                    | Siria                           | Suiza              | Ciclismo      | Contrarreloj         |
| Sanda Aldass                  | Siria                           | Países Bajos       | Judo          | Equipo mixto         |
| Ahmad Alikaj                  | Siria                           | Alemania           | Judo          | Equipo mixto         |
| Muna Dahouk                   | Siria                           | Países Bajos       | Judo          | Equipo mixto         |
| Javad Mahjoub                 | Irán                            | Canadá             | Judo          | Equipo mixto         |
| Popole Misenga                | República Democrática del Congo | Brasil             | Judo          | Equipo mixto         |
| Nigara Shaheen                | Afganistán                      | Rusia              | Judo          | Equipo mixto         |
| Wael Shueb                    | Siria                           | Alemania           | Karate        | Kata                 |
| Hamoon Derafshipour           | Irán                            | Canadá             | Karate        | Kumite               |
| Luna Solomon                  | Eritrea                         | Suiza              | Tiro          | 10 m rifle de aire   |
| Dina Pouryounes               | Irán                            | Países Bajos       | Taekwondo     | -49 kg               |
| Kimia Alizadeh                | Irán                            | Alemania           | Taekwondo     | -57 kg               |
| Abdullah Sediqi               | Afganistán                      | Bélgica            | Taekwondo     | -68 kg               |
| Cyrille Fagat Tchatchet II    | Camerún                         | Reino Unido        | Weightlifting | -96 kg               |
| Aker Al-Obaidi                | Irak                            | Austria            | Lucha         | -67 kg               |